# Eleccions locals als Països Catalans
Les eleccions locals als Països Catalans permeten escollir els membres electes de les institucions locals dels Països Catalans.
Com a conseqüència de l'existència de diverses administracions, les eleccions locals presenten algunes diferències en els diferents territoris. Són anomenades eleccions municipals arreu dels Països Catalans, excepte a Andorra que s'anomenen eleccions comunals. Les eleccions tenen lloc cada quatre anys, excepte a la Catalunya Nord que se celebren cada sis anys. Els resultats d'aquestes eleccions també són emprats per a la designació d'electes d'altres institucions supralocals, com ara diputacions (als Països Catalans situats al sud dels Pirineus) i consells comarcals (a Catalunya).